# Tinn
Tinn es un municipio del condado de Telemark, Noruega. Tiene una población de 5940 habitantes según el censo de 2016 y su centro administrativo es la localidad de Rjukan. Forma parte del distrito tradicional de Øst-Telemark.
La parroquia de Tinn fue establecida como municipio el 1 de enero de 1838. Hovin se separó del municipio en 1860, pero fue reincorporado el 1 de enero de 1964.
Krossobanen es el teleférico más antiguo del norte de Europa. Fue construido en 1928 como un regalo de Norsk Hydro. Hay un museo y el parque nacional Hardangervidda en el lago Møs cerca de Tinn. Este parque nacional es el más grande de Noruega. Dentro de la municipalidad de Tinn se encuentra el lago Tinn.